# Marvin Bernárdez
Marvin Javier Bernárdez García (La Ceiba, Atlántida, Honduras; 5 de febrero de 1995) es un futbolista hondureño. Juega como extremo derecho y su actual club es el C.D.S Vida de la Liga Nacional de Honduras.

## Trayectoria

### Vida
Su debut con el rojo se produjo el 23 de agosto de 2014, en la derrota de 2 a 1 contra el Victoria, por la cuarta fecha del Torneo Apertura 2014, ingresó en sustitución de Miguel Valerio a los 5 minutos del segundo tiempo. El 22 de agosto de 2015 jugó su primer partido como titular, nuevamente en un clásico ante los jaibos que finalizó con derrota por la mínima.
Su primer gol lo anotó el 30 de agosto de 2015 en la victoria a domicilio de 3 a 2 sobre Olimpia en el Estadio Nacional. A partir del segundo semestre de 2016 comenzó a explotar su fútbol, convirtiéndose en un elemento importante del club cocotero.
El 24 de enero de 2018 convirtió su primer gol en el Estadio Ceibeño, durante la fecha 2 del Torneo Clausura 2018, en un partido contra Platense que culminó con triunfo de 1 a 0 en el marcador.

### Olimpia
El 2 de octubre de 2020, luego de haber estado en la órbita de clubes como Monterrey y Minnesota United, el Olimpia lo anunció como su refuerzo tras varios meses de interés y después de pagar al Vida cerca de US$ 300.000 por el 70% de la ficha, ganándole la puja económica a Real España.

## Clubes
| Club    | País     | Año       |
| ------- | -------- | --------- |
| Vida    | Honduras | 2014—2020 |
| Olimpia | Honduras | 2020—2021 |
| Vida    | Honduras | 2021—?    |

## Estadísticas

### Clubes
| Club | Temporada           | Div.                | Liga  | Liga  | Copas nacionales | Copas nacionales | Torneos internacionales(1) | Torneos internacionales(1) | Total | Total | Media goleadora(2) |
| Club | Temporada           | Div.                | Part. | Goles | Part.            | Goles            | Part.                      | Goles                      | Part. | Goles | Media goleadora(2) |
| --- | ------------------- | ------------------- | ----- | ----- | ---------------- | ---------------- | -------------------------- | -------------------------- | ----- | ----- | ------------------ |
| Vida Honduras | 2014-15             | 1.ª                 | 2     | 0     | Inexistentes     | Inexistentes     | Inexistentes               | Inexistentes               | 2     | 0     | 0                  |
| Vida Honduras | 2015-16             | 1.ª                 | 10    | 1     | Inexistentes     | Inexistentes     | Inexistentes               | Inexistentes               | 10    | 1     | 0.1                |
| Vida Honduras | 2016-17             | 1.ª                 | 19    | 0     | Inexistentes     | Inexistentes     | Inexistentes               | Inexistentes               | 19    | 0     | 0                  |
| Vida Honduras | 2017-18             | 1.ª                 | 20    | 1     | Inexistentes     | Inexistentes     | Inexistentes               | Inexistentes               | 20    | 1     | 0.05               |
| Vida Honduras | 2018-19             | 1.ª                 | 22    | 1     | Inexistentes     | Inexistentes     | Inexistentes               | Inexistentes               | 22    | 1     | 0.05               |
| Vida Honduras | 2019-20             | 1.ª                 | 21    | 2     | Inexistentes     | Inexistentes     | Inexistentes               | Inexistentes               | 21    | 2     | 0.1                |
| Vida Honduras | Total               | Total               | 94    | 5     | 0                | 0                | 0                          | 0                          | 94    | 5     | 0.05               |
| Olimpia Honduras | 2020-21             | 1.ª                 | 10    | 1     | Inexistentes     | Inexistentes     | 3                          | 1                          | 13    | 2     | 0.15               |
| Olimpia Honduras | Total               | Total               | 10    | 1     | 0                | 0                | 3                          | 1                          | 13    | 2     | 0.15               |
| Total en su carrera | Total en su carrera | Total en su carrera | 104   | 6     | 0                | 0                | 3                          | 1                          | 107   | 7     | 0.07               |
| (1) Incluye datos de la Liga de Campeones de la Concacaf (2020) y Liga Concacaf (2020). (2) No incluye datos de partidos amistosos. |                     |                     |       |       |                  |                  |                            |                            |       |       |                    |